# Eddie Kendricks
Edward James Kendrick (17. december 1939 - 5. oktober 1992); med tilnavnet "Corn" (majs) på grund af sin forkærlighed for majsbrød, var en soul-/rhythm and blues-sanger fra USA og en af grundlæggerne af Motown-gruppen The Temptations. Han sang førstestemme på blandt andet Tempatation hittene "The way you do the thing you do", "Get Ready" og "Just My Imagination". I 1970'erne fik han en del hits som soloartist. 

## Opvækst og tidlig karriere
Kendricks blev født i Sydstaterne  i Union Springs i Alabama. Familien flyttede senere til Birmingham, Alabama, hvor han mødte Paul Williams, der også havde en interesse for sang. Kendricks og Williams sang i det lokale kirkekor i slutningen af 1940'erne. 
I 1955 dannede Kendricks, Williams, og vennerne Kell Osborne og Jerome Averette en doo-wop-gruppe ved navn The Cavaliers, der begyndte at optræde i Birmingham. For at få bedre muligheder for en karriere flyttede medlemmerne af gruppen i 1957 til Cleveland, Ohio, hvor de fik kontakt til manager Milton Jenkins, der kort efter overtalte grupppen til at flytte til Detroit i Michigan og til at ændre navn til 'The Primes'. Under Jenkins' management opnåede The Primes en pæn lokal succes i Detroit, og gruppen opnåede endog at få et "spin-of" i form af en kvinde-gruppe 'The Primettes', der var tænkt som en kvindelig spejling af The Primes. The Primittes blev siden til The Supremes. 
I 1961 forlod Osbourne gruppen, der herefter gik i opløsning. Kendricks og Paul Williams slog sig i stedet sammen med Otis Williams og Melvin "Blue" Franklin fra 'Otis Williams and the Distants', og gruppen kaldte sig herefter 'The Temptations' og fik en pladekontrakt med Motown Records.

## Tiden med The Temptations
The Temptations blev tidligt anerkendt for sine flotte vokaler, sine harmoniske arrangementer og gruppens elegante sceneshow. Det tog imidlertid nogle år, før gruppen opnåede de store hits, man da de kom, etablerede gruppen sig som en af de mest succesrige vokalgrupper i 1960'erne.
Kendricks var førstetenor, men han er mest kendt for sin klare falset. Han havde førstestemmen på blandt andet "Dream Come True" (1962), "The Way You Do the Things You Do" (1964), "I'll Be in Trouble" (1964), "The Girl's Alright With Me" (1964), "Girl (Why You Wanna Make Me Blue)" (1964), "Get Ready" (1966), "Please Return Your Love to Me" (1968) og "Just My Imagination" (1971). I gruppens funk-periode havde de ofte længere numre, hvor alle sangerne havde partier som førstesanger, blandt andet Grammy-vinderen "Cloud Nine" (1968), "I Can't Get Next to You" (1969) og "Ball of Confusion" (1970). Kendricks sang også den mandlige hovedstemme på duetten "I'm Gonna Make You Love Me" (1968), som gruppen indspillede med Diana Ross & The Supremes. Kendricks synger endvidere i front på The Temptations' version af juleklassikeren "Rudolph the Red-Nosed Reindeer" (1968).
I gruppen havde Kendricks ansvaret for de fleste vokalarrangementer og havde endvidere ansvaret for gruppens kostumer. Han var også medkomponist til mange af gruppens sange.

## Brud med The Tempatations og solokarriere
Kendricks forlod The Temptations i 1971 efter en lang periode, hvor han ikke trivedes med gruppens udvikling. Han brød sig ikke om gruppens skift mod funk og psykedelisk soul og foretrak i stedet de rolige ballader fra den første tid. Han kom heller ikke godt overens med kollegene Otis Williams og Melvin Franklin – og ej heller med Motown-direktøren Berry Gordy. Den sidste sang han indspillede med The Temptations var "Just My Imagination (Running Away with Me)" i 1971 skrevet af Norman Whitfield og Barrett Strong. Sangen nåede til toppen af hitlisterne i USA omtrent samtidig med at Kendricks lykkedes med at få en solokontrakt med Tamla, der var et label ejet af Motown.
Solokarrieren var mindre succesfuld, men Kendricks fik en vis succes på discoklubber, og i 1973 fik han et hit med "Keep on Truckin'". Han havde en række øvrige hits med "Boogie Down" (US #2) (1974), "Son of Sagittarius" (US #28) (1974), "Shoeshine Boy" (US #18) (1975), "He's a Friend" (US #36) (1976) og "Intimate Friends", men interessen var svindende både hos publikum og pladeselskabet. I 1978 skiftede han til Arista Records og siden til Atlantic Records uden særlig effekt. Kendricks stemme blev også dårligere på grund af kraftig rygning.
I 1980'erne slettede han "s"'et i sit navn og kaldte sig Eddie Kendrick. I 1982 var han med på en genforeningsturne med The Temptations efter at have mødt David Ruffin.
I 1985 optrådte Kendricks og David Ruffin med Hall & Oates ved en koncert på New York City's Apollo Theater, der siden blev udgivet på livealbummet A Night At The Apollo Live! (US R&B #40, US POP #20, US AC #12, UK #58). Kendricks og Ruffin optrådte endvidere i 1985 med Hall & Oates ved den globale Live Aid koncert i Philadelphia og ved MTV Video Music Awards i New York. Kendricks udgav med Ruffin to album i 1987 og 1988. 
Kendrick blev i 1989 sammen med resten af medlemmerne af The Temptations optaget i Rock and Roll Hall of Fame. Ved optagelsesceremonien planlagde Kendrick og Ruffin sammen med Dennis Edwards at tage på turne og indspille et album under navnet "Ruffin/Kendrick/Edwards, Former Leads of The Temptations". De nåede at turnere lidt, før Ruffin døde af en overdosis i 1991. Samtidig fik Kendrick diagnosen lungekræft, hvilket han døde af den 5. oktober 1992.

## Discografi som solist

### Album
Som Eddie Kendricks
Tamla (Motown) udgivelser
- 1971: All By Myself
- 1972: People ... Hold On
- 1973: Eddie Kendricks
- 1974: Boogie Down!
- 1974: For You
- 1975: The Hit Man
- 1975: He's A Friend
- 1976: Goin' Up In Smoke
- 1977: Slick

Arista udgivelser
- 1978: Vintage '78
- 1979: Something More

Atlantic udgivelser
- 1981: Love Keys

Ms. Dixie udgivelse
- 1983: I've Got My Eyes on You

Med Daryl Hall & John Oates with David Ruffin and Eddie Kendrick
RCA udgivelse
- 1985: Live at the Apollo

Med Ruffin and Kendrick
RCA udgivelse
- 1988: Ruffin & Kendrick

### Singler
Tamla (Motown) udgivelser
- 1971: "It's So Hard For Me To Say Good-Bye" (US R&B #37, US POP #88)
- 1971: "Can I" (US R&B #37, US POP #101)
- 1972: "Eddie's Love" (US R&B #35, US POP #77)
- 1972: "If You Let Me" (US R&B #17, US POP #66)
- 1973: "Girl You Need A Change Of Mind (Part 1)" (US R&B #13, US POP #87)
- 1973: "Darling Come Back Home" (US R&B #26,US  POP #67)
- 1973: "Keep On Truckin' (Part 1)" (US R&B #1, US POP #1, UK #18)[1]
- 1974: "Boogie Down" (US R&B #1, US POP #2, UK #39)[1]
- 1974: "Son of Sagittarius" (US R&B #5, US POP #28)
- 1974: "Tell Her Love Has Felt the Need" (US R&B #8, US POP #50)
- 1974: "One Tear" (US R&B #8, US POP #71)
- 1975: "Shoeshine Boy" (US R&B #1, US POP #18)
- 1975: "Get the Cream off the Top" (US R&B #7, US POP #50)
- 1975: "Happy" (US R&B #8, US POP #66)
- 1976: "He's a Friend" (US R&B #2, US POP #36)
- 1976: "Chains"
- 1976: "Get It While It's Hot" (US R&B #24)
- 1976: "It's Not What You Got"
- 1977: "Goin' Up In Smoke" (US R&B #30)
- 1977: "Born Again / Date With The Rain"
- 1978: "Intimate Friends" (US R&B #24)

Arista udgivelser
- 1978: "Ain't No Smoke Without Fire" (US R&B #13)
- 1978: "The Best of Strangers Now" (US R&B #49)
- 1980: "I Just Want To Be the One In Your Life" (US R&B #87)

Atlantic udgivelse
- 1981: "(Oh I) Need Your Loving" (US R&B #41)

Corner Stone udgivelse
- 1984: Surprise Attack (US R&B #87)

RCA udgivelse
- 1985: "A Night At The Apollo Live!" (US R&B #40, US POP #20, US AC #12, UK #58)[1] (Daryl Hall and John Oates featuring David Ruffin and Eddie Kendrick)
- 1987: "I Couldn't Believe It" (Ruffin & Kendrick) (US R&B #14, US AC #48)
- 1988: "One More For The Lonely Hearts Club" (Ruffin & Kendrick) (US R&B #43)

## Eksterne links
- Interview med Kendricks fra 1991 Arkiveret 6. april 2015 hos  Wayback Machine
- Kendricks på Classic Motown Arkiveret 6. januar 2014 hos  Wayback Machine
- Biografi på last.fm Arkiveret 10. marts 2016 hos  Wayback Machine (engelsk)
- Nekrolog Arkiveret 24. januar 2014 hos  Wayback Machine i The Independent (engelsk)